# Der Yalu fließt
Der Yalu fließt ist der Titel eines 1946 in Deutschland erschienenen Romans von Li Mirok (이미륵). 1959 wurde dieser übersetzt in Südkorea herausgegeben und bescherte Li postume Bekanntheit und Anerkennung in seiner Heimat.

## Inhalt des Werkes
In dem autobiographisch ausgerichteten Buch erhält der westliche Leser eine Sicht auf eine ferne Kultur, die dem Autor selbst erst im deutschen Asyl bewusst geworden ist. Es erzählt eine Kindheitsgeschichte in Korea und lässt den Leser an Wahrnehmung, Selbst- und Naturverständnis der Koreaner teilhaben. 
Die Erzählung handelt von einem jungen Medizinstudenten, der sich in der Zeit, als Korea eine Kolonie Japans war, einer Unabhängigkeitsbewegung anschließt. Diese wird niedergeschlagen und er muss daraufhin fliehen. Nachdem er den Grenzfluss Yalu (kor. Amnok-gang) überquert und über China Deutschland erreicht hat, beginnt er mit dem Schreiben seiner Geschichte.
Beeindruckend ist die große Kraft der Darstellung mit den Mitteln einfacher Sprache, was unter anderem zur Auszeichnung als „Buch des Jahres“ und mittlerweile auch zu einer Übersetzung ins Koreanische führte.

## Verfilmung
2008 wurde das Buch vom Bayerischen Rundfunk zusammen mit dem südkoreanischen Sender SBS verfilmt, wobei der deutschstämmige Südkoreaner Lee Charm die Rolle des Kunsthistorikers Prof. Alfred Seyler spielte.